# جان جارت
جان جارت (به انگلیسی: John Jarratt) (زاده ۵ اوت ۱۹۵۱) بازیگر استرالیایی است.
از کارهای معروف او می‌توان به بازی در فیلم‌های تمساح، ما از بی‌زمانی و بی‌مکانی و سوزن , wolf creek 1 , wolf creek 2 اشاره کرد.